# Tempelj Nagešvara, Begur
Tempeljski kompleks Nagešvara (imenovan tudi Nagesvara in lokalno imenovan Naganathešvara) stoji v Begurju, majhnem mestu v mestnem okrožju Bangalore v zvezni državi Karnataka v Indiji. Iz napisov je znano, da se je Begur nekoč imenoval Veppur in Kelele (v napisu o odobritvi Molahalija kralja Zahodne Gange Durvinita iz let 580–625 n. št.). Dve svetišči v tempeljskem kompleksu, Nagešvara in Nagešvarasvami, sta bili postavljeni med vladavino kraljev dinastije Zahodni Gang Nitimarga I. (imenovan tudi Ereganga Neetimarga, vladal 843-870) in Erejapa Nitimarga II. (imenovan tudi Ereganga Neetimarga II, vladal 907- 921). Preostala svetišča veljajo za poznejšo zapuščino vladavine dinastije Čola nad regijo. Starokanareški napis iz ok. 890, ki opisuje »vojno v Bengaluruju« (sodobno mesto Bangalore), je v tem tempeljskem kompleksu odkril epigrafist R. Narasimhačar. Napis je zapisan v Epigraphia Carnatica (dopolnilni zvezek 10). To je najzgodnejši dokaz o obstoju kraja z imenom Bengaluru.

## Načrt templja
Tempelj Nagešvara ima preprosto kvadratno svetišče (garbhagriha), vežo (antarala), ki povezuje svetišče z »veliko zaprto dvorano« (maha-mandapa ali navaragna), ki vodi v odprto dvorano (agra-mandapa). Vhod v odprto dvorano je po stopnicah z balustradami v jugozahodnem in severozahodnem vogalu. Odprta dvorana ima šest neenakomerno razporejenih stebrov s podobo Nandija (bik, vozilo ali vahana boga Šive), ki je postavljena na 'lotosovo ploščad' (padma-pitha) v zunanjem oboku (prekat, oblikovan med štirimi stebri). Stebri iz belega granita so preprosto oblikovani; s kvadratno osnovo (pitha), ravnim spodnjim delom in nažlebljenim osmerokotnikom v sredini. Zdi se, da so bili številni deli templja, vključno z odprtimi in zaprtimi dvoranami, v kasnejših obdobjih prenovljeni. Svetišče ima lingam, univerzalni simbol boga Šive.
Strop v zaprti dvorani (navaranga) ima značilen umetniški pridih Zahodne Gange, osem panelnih skulptur v kvadratni mreži (imenovani ašta-dik-palaka), ki vključuje podobo štiriročnega Uma-Mahešvare (boga Šive s svojo soprogo Parvati). Na stropu odprte dvorane so tudi mrežne skulpture s sedečo podobo Šive in Parvati v središču. Druge skulpture, shranjene v dvorani, so Mahišasuramardini (oblika boginje Durga), edinstven dvoročni Ganeša in Kalabhairava (oblika Šive). Navpični podboj (sakha) ima značilne rezbarije plazečih rastlin z ganami (spremljevalci boga Šive iz hindujske mitologije) v zankah z lotosi (padma) na koncih. Na vrhu vratnega podboja, na sredini preklade (lalata), je podoba Gajalakšmi (oblika boginje Lakšmi) s sloni na obeh straneh.
Tempelj Nagešvarasvami, prav tako stavba Zahodne Gange, je obrnjen proti vzhodu, ima kvadratni tloris za svetišče, preddverje, odprto dvorano, ločeno dvorano, imenovano mukha-mandapa, katere strop podpira osem stebrov. Nandijeva podoba je postavljena v mukha-mandapa, zaradi česar služi namenu Nandi-mandape (Nandi dvorana). Podstavek vhoda (dvara) je obdan z nišami s podobami figur Ganga-Jamuna s spremljevalkami. Zdi se, da je to vpliv Čalukja-Raštrakuta.
- Tempelj iz 9. stoletja v Begurju (slika posneta okoli leta 1868), avtor Henry Dixon, iz zbirk Arheološkega raziskovanja Indije[5]
- Nandi mandapa v templju Nagešvara. Fotografija kompleksa templja Nagešvara je v Begurju